# Tubulipora plumosa
Tubulipora plumosa är en mossdjursart som beskrevs av Thompson in Harmer 1898. Tubulipora plumosa ingår i släktet Tubulipora och familjen Tubuliporidae. Arten är reproducerande i Sverige. Inga underarter finns listade i Catalogue of Life.